# Alexia Putellas
Alexia Putellas (født 4. februar 1994) er en spansk fodboldspiller, der spiller som angriber og midtbane for FC Barcelona i Primera División Spaniens kvindefodboldlandshold.
Putellas har spillet for Barcelona siden 2012, efter at have tilbragt det meste af sin ungdomskarriere i Espanyol. Siden hun kom til Barcelona, har hun vundet fem spanske mesterskaber, seks Copa de la Reina de Fútbol og én UEFA Women's Champions League-titel. I Barcelonas sæson 2020-21 spillede hun en væsentlig rolle, da FC Barcelona vandt UEFA Women's Champions League 2020-21 for første gang. Putellas modtog senere også prisen som UEFA Europas bedste kvindelige fodboldspiller, Ballon d'Or Féminin og The Best FIFA Women's Player i 2021, og blev den dermed den første spiller til at vinde alle tre priser samme år. Hun modtog Ballon d'Or Féminin igen i 2022.
På den internationale scene havde Putellas succes med Spaniens ungdomslandshold, idet hun vandt to U/17-EM i fodbold i 2010 og 2011 og sølv 2012 ved U/19-EM i fodbold. Hun fik sin officielle debut for Spaniens a-landshold den 29. juli 2012 og har siden deltaget ved VM i fodbold i 2015 og 2019 samt EM i fodbold 2017.
Hun var med til at vinde UEFA Women's Champions League 2020-21 sammen med FC Barcelona for første gang.